# رزان النجار
رُزان النجار (۱۱ سپتامبر ۱۹۹۶–۱ ژوئن ۲۰۱۸) یک پرستار فلسطینی بود که در غزه فعالیت می‌کرد. وی ساکن روستایی در نزدیکی مرز اسرائیل بود. در ۱ ژوئن ۲۰۱۸ وی در حالی که مشغول امدادرسانی به مجروحان فلسطینی بود و لباس پرستاری بر تن داشت، توسط تک‌تیراندازهای ارتش اسرائیل از ناحیه سینه هدف قرار گرفت و کشته شد.